# Berberis sichuanica
Berberis sichuanica är en berberisväxtart som beskrevs av T. S. Ying. Berberis sichuanica ingår i släktet berberisar, och familjen berberisväxter. Inga underarter finns listade i Catalogue of Life.